# Orlando Mercado
Orlando Sanchez Mercado (Manilla, 26 april 1946), ook bekend als Orly Mercado, is een Filipijns journalist, politicus en diplomaat. Mercado was senator van 1987 tot 1998. Aansluitend was hij van 1998 tot 2001 Minister van Defensie in het kabinet van president Joseph Estrada. Van 2009 tot 2010 was Mercado Filipijns ambassadeur bij de ASEAN.

## Biografie
Orlando Mercado werd geboren op 26 april 1946 in Paco in de Filipijnse hoofdstad Manilla. Hij was het tweede van vijf kinderen van Guillermo Mercado uit Dagami, leraar op een openbare school, en Adriana Sanchez uit Bacoor. Na het behalen van zijn middelbare diploma aan de Roxas M. High School volgde hij een Bachelor-opleiding politieke wetenschappen aan de University of the Philippines. Aansluitend volgde hij er een Masteropleiding Communicatie. Tijdens zijn studie had hij twee bijbaantjes voor de stad Manilla. In 1989, gedurende in zijn eerste termijn als senator, behaalde Mercado ook nog een Doctor of Philosophy-graad.
Tijdens zijn studie politieke wetenschappen werkte Mercado als radiopresentator voor Republic Broadcasting System. Hij werd echter ontslagen nadat hij een vakbond oprichtte, die later een staking organiseerde. Daarop werkte hij als politieverslaggever voor ABS-CBN. Van 1969 tot 1971 was hij hoofd van het radioprogramma Radyo Patrol van dezelfde zender. Toen president Ferdinand Marcos de staat van beleg uitriep werd Mercado opgepakt en gedurende negen maanden vastgehouden in Fort Bonifacio. Na zijn vrijlating in november 1973 ging hij als verslaggever werken voor GMA-7 News. Voor deze zender produceerde en presenteerde hij vanaf 1975 Kapwa Ko, Mahal Ko. Dit programma, waar mensen met grote problemen geholpen worden, werd in 2015 nog steeds uitgezonden en was daarmee het langstlopende programma in zijn soort op de Filipijnse televisie.
In 1984 werd Mercado namens de oppositie gekozen in de Regular Batasang Pambansa voor het district van Quezon City. Hij behoorde in zijn periode in het parlement, die duurde tot 1986, tot de top tien van parlementsleden voor wat betreft het aantal ingediende wetsvoorstellen en resoluties. Ook werd hij bekend door onthullende video-opnames die hij de wereld in bracht waarin de verborgen rijkdom van Ferdinand en Imelda Marcos werd getoond. 
Bij de verkiezingen van 1987 werd Mercado namens Laban met het op twee na hoogste aantal stemmen gekozen in de Senaat van de Filipijnen. Drie jaar later werd hij namens NPC herkozen met een termijn van zes jaar. In zijn eerste termijn in de Senaat was Mercado van 1987 tot 1989 de leider van de meerderheid (Majority Floor Leader) en was hij voorzitter van de Senaatscommissies voor Handel en Commercie en die voor Wetenschap en Technologie. Een bekende wetsvoorstel dat in deze periode door hem werd ingediend en uiteindelijk tot wet werd aangenomen was de Generics Act uit 1988. In zijn tweede termijn als senator was hij voorzitter van de Commissies voor Nationale Defensie en Veiligheid, Milieu en Natuurlijke Hulpbronnen en die voor Bedrijven. Tevens hij was voorzitter van de subcommissie II van de Commissie voor Financien,  verantwoordelijk voor het budget voor het Departement van Nationale Defensie en het Departement van Gezondheid.
In 1998 werd Mercado door president Joseph Estrada benoemd tot minister van defensie. Op 19 januari 2001 kwam er een einde aan zijn termijn als defensieminister toen Estrada door tweede EDSA revolutie werd gedwongen om af te treden. Hij werd op 22 januari door opvolger Gloria Macapagal-Arroyo wel weer opnieuw benoemd tot minister van defensie, maar trad drie dagen later weer af uit protest tegen de benoeming van een voormalige stafchef van het Filipijnse leger als National Security Adviser.
In 2008 werd Mercado door president Gloria Macapagal-Arroyo benoemd tot Filipijns ambassadeur in China. De benoeming werd echter geweigerd door de Commissie voor benoemingen. In 2009 volgde een benoeming tot Filipijns afgevaardigde bij de ASEAN. Deze positie bekleedde hij tot 2010, waarna hij in 2011 werd opgevolgd door Wilfrido V. Villacorta
Voor zijn televisiewerk kreeg hij diverse onderscheidingen, waaronder de Ten Outstanding Young Men (TOYM) Award.